# Crida d'Amsterdam a actuar per la Ciència Oberta
La Crida d'Amsterdam a actuar per la Ciència Oberta és un document que defensa "l'accés obert complet per a totes les publicacions científiques", i dona suport a un entorn on "l'intercanvi i la custòdia de les dades és l'opció per defecte en qualsevol recerca finançada públicament".

## Història
La primera versió de la Crida d'Amsterdam a actuar per la Ciència Oberta va ser un esborrany presentat a la reunió de Ciència Oberta que va ser organitzada per la Presidència neerlandesa del Consell de la Unió Europea els dies 4 i 5 d'abril de 2016, a Amsterdam. L'esborrany, que va ser presentat al matí del dia 5 als participants de la reunió, tenia dotze accions. Els punts del document es van posar a discussió entre els participants mitjançant diverses sessions paral·leles, i es van refinar durant la tarda. L'edició final del text no es va completar durant la reunió tot i que, segons el programa establert, s'havia de publicar el mateix dia 5 d'abril. Tanmateix, l'esborrany va ser presentat al Secretari d'Estat neerlandès per a l'Educació, la Cultura i la Ciència, Sander Dekker, i a la Presidència neerlandesa, de manera simbòlica. El dia 6 d'abril es va fer pública la versió actualitzada per ser comentada en un wiki. Els participants a la reunió varen rebre un missatge per correu electrònic on s'establia la data del 14 d'abril com a límit per fer-hi aportacions.
El document final va ser utilitzat en el Consell de Competitivitat del 27 de maig de 2016, presidit pel Secretari d'Estat Sander Dekker. En el document "Resultat de la Reunió del Consell", on es van recollir els principals resultats d'aquesta trobada, es va fer referència a aquesta Crida a l'Acció. També es feia referència al document en el "Projecte de Conclusions del Consell sobre la transició cap a un
sistema de ciència oberta", en el punt 3 de la secció sobre Ciència Oberta. En els comentaris de premsa de la reunió del Consell de Competitivitat, es van centrar principalment en el fet que els dirigents europeus demanaven l'accés obert ‘immediat' per a tots els documents científics al 2020.